# Poliský rajón
Poliský rajón (ukrajinsky Поліський район) byl v letech 1923–2020 rajón na Ukrajině. Nacházel se na severozápadě Kyjevské oblasti. Centrem rajónu bylo sídlo městského typu Krasjatyči (od r. 1996, předtím SMT Poliske, vysídlené po Černobylské havárii). Severní část rajónu tvořila část území Uzavřené zóny Černobylské jaderné elektrárny. Počet obyvatel byl 1. října 2013 celkem 5 881 osob. Rajón měl rozlohu 1 288 km².

## Historie
Rajón byl 5. října 1923. V letech 1923—1935 nesl název Chabňanský (Chabenský) rajón, mezi roky 1935—1957 Kahanovycký rajón. Na území rajónu se nacházelo celkem 13 selsovětů (vesnických rad), 1 městská rada a 31 vesnic. V rámci administrativní reformy 2020 bylo území začleněno do Vyšhorodského rajónu.